# Власенко Павло Олександрович
Павло Олександрович Власенко (1942) — український радянський державний і партійний діяч.

## Біографія
Народився у 1942 році. Закінчив Севастопольську середню школу №9 на Північній стороні (1959), Севастопольський приладобудівний інститут (1966), Київська вища партійна школа при ЦК Компартії України (1983).
З 1959 - слюсар на Севастопольському морському заводі імені Орджонікідзе.
З 1961 - повернувся на завод, де пройшов усі щаблі від помічника майстра до начальника цеху.
З 1974 - 1976 - очолював групу радянських спеціалістів на Александрійській корабельні в Арабській Республіці Єгипет. Повернувшись із відрядження, два роки працював заступником начальника відділу технічного контролю об'єднання.
З 1978 - другий секретар Нахімовського райкому Компартії України у м.Севастополь.
З 1981 - першим заступником голови виконкому Севастопольської міськради. 
З 1984 - другий секретар Севастопольського міському Компартії України.
З 1988 - липня 1990 - 1-й секретар Севастопольського міського комітету Компартії України в Кримській області.
З 1990 року — Генеральний директор Відкритого акціонерного товариства "ПЕРСЕЙ" місто Севастополь.